# Cordova (Cebu)
Cordova est une municipalité de la province de Cebu, sur l'île de Mactan, aux Philippines.

## Divers
Elle est entourée de la municipalité de Lapu-Lapu (nord), du détroit de Mactan (ouest) et de la Mer des Camotes (sud et est). Elle est séparée de Mactan et de la ville Lapu-Lapu par un fin bras de mer et est reliée à Cebu City par le pont Cebu-Cordova mis en service en 2022.
Elle est administrativement constituée de 13 barangays (quartiers/districts/villages) :
- Alegria
- Bangbang
- Buagsong
- Catarman
- Cogon
- Dapitan
- Day-as
- Gabi
- Gilutongan
- Ibabao
- Pilipog
- Poblacion
- San Miguel

Sa population en 2019 est d'environ 65 000 habitants.